# Agrodiaetus aedon
Agrodiaetus aedon är en fjärilsart som beskrevs av Chris. Agrodiaetus aedon ingår i släktet Agrodiaetus och familjen juvelvingar. Inga underarter finns listade i Catalogue of Life.